# 高泽生
高泽生，中华人民共和国政治人物、全国脱贫攻坚先进个人。

## 生平
高泽生任贵州省铜仁市江口县太平镇党委副书记、岑忙村第一书记，中国浦东干部学院办公厅院务办公室（联络接待办公室）二级主任科员。因在脱贫攻坚战中作出突出贡献，2021年2月25日全国脱贫攻坚总结表彰大会上，高泽生被授予“全国脱贫攻坚先进个人”。